# داستان‌های شاهنامه (کتاب)
داستان‌های شاهنامه کتابی از احسان یارشاطر است که در سال ۱۳۳۶ منتشر و برندهٔ جایزه کتاب سال سلطنتی شد.